# Championnat d'Uruguay de football 1941
Navigation
Édition précédente Édition suivante
La 39e édition du championnat d'Uruguay de football est remportée par le Club Nacional de Football. C’est le seizième titre de champion du club. Nacional l’emporte avec 9 points d’avance sur le Club Atlético Peñarol. Rampla Juniors Fútbol Club complète le podium. 
Le triomphe du Nacional est total cette saison : il remporte les vingt matchs qui composent sa saison de championnat. C’est la première fois qu’un club réussit cet exploit dans le championnat uruguayen (sous sa formule actuelle avec 10 participants ou plus).
Dans le but de ramener le championnat à 10 équipes, il est prévu qu’en fin de saison l’équipe terminant à la dernière place du classement est relégué en deuxième division. Dans le même temps, aucun club de deuxième division n’est promu dans l’élite uruguayenne. Club Atlético Bella Vista qui vient de terminer pour la troisième fois consécutive à la dernière place descend en deuxième division.
Tous les clubs participant au championnat sont basés dans l’agglomération de Montevideo.
Atilio García du Nacional est, avec 23 buts, le meilleur buteur du championnat pour la quatrième année consécutive.

## Les clubs de l'édition 1941
| \| Montevideo: · Defensor · Bella Vista · Central · Wanderers · Nacional · Peñarol · Racing Club · Rampla Juniors · River Plate · Sud América · Liverpool Montevideo \| Localisation des clubs engagés dans le championnat. |
| Montevideo: · Defensor · Bella Vista · Central · Wanderers · Nacional · Peñarol · Racing Club · Rampla Juniors · River Plate · Sud América · Liverpool Montevideo                                                           |

| Club                             | Stade               | Capacité | Ville      |
| -------------------------------- | ------------------- | -------- | ---------- |
| Defensor Sporting Club           | -                   | -        | Montevideo |
| Club Atlético Bella Vista        | Parque José Nasazzi | -        | Montevideo |
| Central Español Fútbol Club      | -                   | -        | Montevideo |
| Liverpool Fútbol Club            | -                   | -        | Montevideo |
| Montevideo Wanderers Fútbol Club | -                   | -        | Montevideo |
| Club Nacional de Football        | -                   | -        | Montevideo |
| Club Atlético Peñarol            | -                   | -        | Montevideo |
| Racing Club de Montevideo        | -                   | -        | Montevideo |
| Rampla Juniors Fútbol Club       | -                   | -        | Montevideo |
| Club Atlético River Plate        | -                   | -        | Montevideo |
| Institución Atlética Sud América | -                   | -        | Montevideo |

## Compétition

### Classement
Le classement est établi sur le barème de points suivant : victoire à 2 points, match nul à 1, défaite à 0.
| Rang | Équipe                           | Pts | J  | G  | N | P  | Bp | Bc | Diff |
| ---- | -------------------------------- | --- | -- | -- | - | -- | -- | -- | ---- |
| 1    | Club Nacional de Football T      | 40  | 20 | 20 | 0 | 0  | 79 | 22 | +57  |
| 2    | Club Atlético Peñarol            | 31  | 20 | 15 | 1 | 4  | 60 | 31 | +29  |
| 3    | Rampla Juniors Fútbol Club       | 22  | 20 | 8  | 6 | 6  | 37 | 22 | +15  |
| 4    | Central Español Fútbol Club      | 19  | 20 | 7  | 5 | 8  | 29 | 38 | -9   |
| 5    | Institución Atlética Sud América | 19  | 20 | 7  | 5 | 8  | 32 | 40 | -8   |
| 6    | Racing Montevideo                | 18  | 20 | 6  | 6 | 8  | 38 | 46 | -8   |
| 7    | River Plate                      | 17  | 20 | 7  | 3 | 10 | 35 | 41 | -6   |
| 8    | Liverpool Fútbol Club            | 17  | 20 | 6  | 5 | 9  | 26 | 42 | -16  |
| 9    | Montevideo Wanderers             | 14  | 20 | 5  | 4 | 11 | 37 | 37 | 0    |
| 10   | Defensor Sporting Club           | 14  | 20 | 6  | 4 | 10 | 25 | 44 | -19  |
| 11   | Club Atlético Bella Vista        | 9   | 20 | 3  | 3 | 14 | 21 | 45 | -24  |

| Légende : Qualifications et relégations | Légende : Qualifications et relégations |
| --------------------------------------- | --------------------------------------- |
|                                         | Champion d’Uruguay                      |
|                                         | Relégué en deuxième division            |
|                                         | T : Tenant du titre P : Promus          |

## Bilan de la saison
| Championnat d'Uruguay de football 1941 |                                       |
| Champion                               | Club Nacional de Football (16e titre) |
| Promotions et relégations              |                                       |
| Promus en Primera División             | Aucun                                 |
| Relégués en Intermedia                 | Club Atlético Bella Vista             |

## Statistiques

### Meilleur buteur
1. Atilio García (Club Nacional de Football), 23 buts.